# Maximilian Wizigmann
Maximilian Wizigmann (* 18. Januar 1894 in Ulm; † 29. Oktober 1964 in Tettnang) war ein deutscher Jurist.

## Leben
Wizigmann, Sohn eines Oberbahnhofvorstehers und katholischer Konfession, studierte Rechtswissenschaften in Tübingen, München und Leipzig. Er war Mitglied der Studentenverbindung AGV München. Er legte 1920 die erste und 1922 die zweite höhere Dienstprüfung ab. 1922 wurde er in Tübingen zum Dr. iur. promoviert.
Er trat 1922 in die württembergische Innenverwaltung ein. Er leitete die Oberämter Waldsee von 1933 bis 1938 und Biberach von 1937 bis 1945. 1945 wurde er auf Anordnung der US-Militärregierung entlassen. Er übte dann von 1945 bis 1949 eine kaufmännische Tätigkeit aus.
Von 1949 bis 1952 war er im Innenministerium Württemberg-Hohenzollern tätig, zuletzt als Regierungsdirektor und Abteilungsleiter. Ab 1952 war er im Innenministerium Baden-Württemberg und im Regierungspräsidium Südwürttemberg-Hohenzollern tätig.
Er wurde 1955 wurde zunächst Hilfsrichter und dann Direktor beim Verwaltungsgerichtshof in Bebenhausen sowie dort 1956 Senatspräsident. 1958 wurde er Präsident des Verwaltungsgerichts Sigmaringen. 1960 trat er in den Ruhestand.
Politisch gehörte er von 1930 bis 1933 dem Zentrum und ab 1933 der NSDAP an.

## Ehrungen
- 1916–1918 württembergische silberne Militärverdienstmedaille
- 1960: Bundesverdienstkreuz 1. Klasse